# Thelepus dubius
Thelepus dubius är en ringmaskart som beskrevs av Maurice Caullery 1944. Thelepus dubius ingår i släktet Thelepus och familjen Terebellidae. Inga underarter finns listade i Catalogue of Life.